# La Légende de Jimmy (chanson)
Cet article concerne la chanson. Pour la comédie-musicale, voir La Légende de Jimmy.
La Légende de Jimmy est une chanson interprétée en 1990 par Diane Tell dans l'opéra-rock La Légende de Jimmy. La chanson est écrite par Michel Berger et Luc Plamondon est la chanson titre du spectacle.
« Jimmy » est le surnom de James Dean dans la comédie musicale.
La chanson est un tube, mais c'est le seul de l'album qui n'est pas arrivé au bon moment, et le spectacle correspondant n'a pas été un succès, restant « dans l'ombre de Starmania et de ses nombreux airs passés dans la mémoire collective ».